# Paul-René Martin
Cet article concerne l'homme politique suisse. Pour l'athlète suisse, voir Paul Martin (athlétisme).
Pour les articles homonymes, voir Paul Martin (homonymie) et Martin (nom de famille).
Paul-René Martin, né le 17 octobre 1929 à Lausanne et mort le 14 avril 2002 à Lausanne, est une personnalité politique suisse, membre du Parti radical-démocratique.

## Biographie
De confession protestante, originaire de Wagenhausen, de Saint-Aubin-Sauges et de Lausanne, Paul-René Martin est le fils de Paul-René Martin et de Jeanne Marie von Allmen. Il épouse en 1963 Simone Jeannine Volet. Il étudie le droit à Lausanne et obtient sa licence en 1954. Il exerce comme enseignant privé entre 1954 et 1960 avant de devenir le chef du personnel et de l'administration de la Station fédérale de recherches agronomiques de Lausanne entre 1960 et 1967.

### Carrière politique
Secrétaire général du Département cantonal de l'agriculture, de l'industrie et du commerce (DAIC) entre 1967 et 1976, Paul-René Martin est conseiller communal (législatif) de Lausanne entre 1965 et 1976 avant de siéger entre 1976 et 1981 au Conseil municipal de Lausanne où il est responsable des services industriels. Il est élu syndic le 20 mai 1981. C'est sous sa syndicature que Lausanne obtient le prix de l'Europe en 1983 et que Maurice Béjart y installe le Béjart Ballet Lausanne en 1987,,.
En 1988, alors que Lausanne s’apprête à déposer sa candidature pour l’organisation des Jeux olympiques d'hiver de 1994, le parti écologiste s'y oppose et lance un référendum qui est accepté en votation populaire. Cet échec incite Paul-René Martin, président du comité de candidature, à démissionner de la syndicature qu'il quitte le 31 décembre 1989,,.
Paul-René Martin est en outre député au Grand Conseil vaudois de 1977 à 1987, président du parti radical vaudois entre 1979 et 1984, conseiller national du 30 novembre 1987 au 24 novembre 1991 et juge d'instruction dans la justice militaire.